# Xuxu
Xuxu (kinesiska: 徐圩) är en socken i östra Kina. Den ligger i Huaiyuan härad i staden Bengbu i provinsen Anhui, omkring 140 kilometer norr om provinshuvudstaden Hefei. Antalet invånare är 35555. Befolkningen består av 17 432 kvinnor och 18 123 män. Barn under 15 år utgör 24,0 %, vuxna 15-64 år 65 %, och äldre över 65 år 10,0 %.